# Klaus J. Kohler
Klaus J. Kohler (* 1935 in Karlsruhe) ist einer der führenden deutschen Phonetiker.
Klaus Kohler wurde in Karlsruhe geboren und legte dort sein Abitur ab. Danach studierte er von 1954 bis 1960 die Fächer Anglistik, Romanistik, Germanistik und Phonetik an den Universitäten Heidelberg, Besançon in Frankreich und Edinburgh in Schottland. Er schloss sein Studium zuerst 1960 mit dem Staatsexamen für das Lehramt an Gymnasien ab, 1961 dann mit einem Diplom in Phonetik an der Universität Edinburgh. Im Jahr 1964 promovierte er an der Universität Edinburgh mit einer Dissertation zur englischen Aussprache in Schottland: Aspects of the History of English Pronunciation in Scotland. Es folgte die Habilitation an der Universität Bonn im Jahr 1968 mit der Arbeit Generative Phonologie des Deutschen und des Englischen.
Kohler lehrte an den Universitäten Edinburgh (1961–1966), Bonn (1966–1971) und Kiel (1971–2000). In Kiel wurde er Direktor des Instituts für Phonetik (bis zur Emeritierung im Jahr 2000). Seine Forschungsschwerpunkte lagen bei Untersuchungen zu lautlichen und prosodischen Strukturen im Hoch- und Niederdeutschen, Englischen und Französischen. Dazu trat vermehrt Forschungsarbeit zur digitalen Sprachverarbeitung. Von 1973 bis 2005 war er Herausgeber der Reihe Arbeitsberichte des Instituts für Phonetik der Universität Kiel (AIPUK). Zu den internationalen Fachkongressen, die er in Kiel organisierte, gehörte 1989 eine Tagung der International Phonetic Association (IPA) zur Neukodifizierung des Internationalen Phonetischen Alphabets (bekannt als die „Kiel Convention“).
Kohler wurde u. a. bekannt durch seine Arbeiten zur Prosodie und Intonation des Deutschen, zur Entwicklung des Kieler Intonationsmodells (KIM) und der prosodischen Etikettierung (PROLAB) auf der Grundlage dieses Modells sowie der Implementation dieses Modells in der deutschen Sprachsynthese ('text-to-speech'). Einer seiner Schüler ist William J. Barry.

## Veröffentlichungen (Auswahl)
- Einführung in die Phonetik des Deutschen (= Grundlagen der Germanistik. 20). Erich Schmidt, Berlin 1977, ISBN 3-503-01237-0 (2., neubearbeitete Auflage. ebenda 1995, ISBN 3-503-03097-2).
- Kommunikative Aspekte satzphonetischer Prozesse im Deutschen. In: Heinz Vater (Hrsg.): Phonologische Probleme des Deutschen (= Studien zur deutschen Grammatik. 10). Gunter Narr, Tübingen 1979, ISBN 3-87808-810-8, S. 13–39.
- Dimensions in the Perception of Fortis and Lenis Plosives. In: Phonetica. Bd. 36, Nr. 5/6, 1979, ISSN 1423-0321, S. 332–343, doi:10.1159/000259970.
- F0 in the Production of Lenis and Fortis Plosives. In: Phonetica. Bd. 39, Nr. 4/5, 1982, S. 199–218, doi:10.1159/000261663.
- F0 in the Perception of Lenis and Fortis Plosives. In: The Journal of the Acoustical Society of America. Band 78, 1985, ISSN 0001-4966, S. 21–32, doi:10.1121/1.392562.
- Invariance and variability in speech timing: from utterance to segment in German. In: Joseph S. Perkell, Dennis H. Klatt (Hrsg.): Invariance and Variability in Speech Processes. Lawrence Erlbaum, Hillsdale NJ u. a. 1986, ISBN 0-89859-545-2, S. 268–289.
- Parameters of speech rate perception in German words and sentences: duration, F0 movement, and F0 level. In: Language and Speech. Bd. 29, Nr. 2, 1986, ISSN 0023-8309, S. 115–139, doi:10.1177/002383098602900202.
- Computer synthesis of intonation. In: 12th International Congress on Acoustics. Toronto, Canada, 24–31 July, 1986. Band 1: A–C. Executive Committee of the 12th International Congress on Acoustics, Toronto 1986, ISBN 0-9692532-1-4, S. A6–6, (Digitalisat).
- Categorical pitch perception. In: Proceedings XIth ICPHS. The Eleventh International Congress of Phonetic Sciences. August 1–7, 1987, Tallin, Estonia, U.S.S.R. Band 5. Academy of Sciences of the Estonian S.S.R. – Institute of Language and Literature, Tallin 1987, S. 331–333, (Digitalisat).
- The linguistic functions of F0 peaks. In: Proceedings XIth ICPHS. The Eleventh International Congress of Phonetic Sciences. August 1–7, 1987, Tallin, Estonia, U.S.S.R. Band 3. Academy of Sciences of the Estonian S.S.R. – Institute of Language and Literature, Tallin 1987, S. 149–152, (Digitalisat).
- An intonation model for a German Text-to-speech system. In: William A. Ainsworth, John N. Holmes (Hrsg.): Speech ’88. 7th FASE Symposium. Proceedings. Edinburgh, 22–26 August 1988. Band 4. Institute of Acoustics, Edinburgh 1988, ISBN 0-946731-76-4, S. 1241–1249, (Digitalisat).
- Macro and micro F0 in the synthesis of intonation. In: John Kingston, Mary E. Beckman (Hrsg.): Between the Grammar and Physics of Speech (= Papers in Laboratory Phonology. 1). Cambridge University Press, Cambridge u. a. 1990, ISBN 0-521-36238-5, S. 115–138.
- Segmental reduction in connected speech in German: phonological facts and phonetic explanations. In: William J. Hardcastle, Alain Marchal (Hrsg.): Speech Production and Speech Modelling (= NATO ASI Series. Series D, 55). Kluwer Academic, Dordrecht u. a. 1990, ISBN 0-7923-0746-1, S. 69–92.
- Form and function of intonation peaks in German: a research project. In: Klaus J. Kohler (Hrsg.): Studies in German Intonation (= Christian-Albrechts-Universität zu Kiel. Institut für Phonetik und Digitale Sprachverarbeitung. Arbeitsberichte. 25, ISSN 0172-8156). Institut für Phonetik und Digitale Sprachverarbeitung, Kiel 1991, S. 11–27.
- Terminal intonation patterns in single-accent utterances of German: phonetics, phonology and semantics. In: Klaus J. Kohler (Hrsg.): Studies in German Intonation (= Christian-Albrechts-Universität zu Kiel. Institut für Phonetik und Digitale Sprachverarbeitung. Arbeitsberichte. 25). Institut für Phonetik und Digitale Sprachverarbeitung, Kiel 1991, S. 115–185.
- A model of German intonation. In: Klaus J. Kohler (Hrsg.): Studies in German Intonation (= Christian-Albrechts-Universität zu Kiel. Institut für Phonetik und Digitale Sprachverarbeitung. Arbeitsberichte. 25). Institut für Phonetik und Digitale Sprachverarbeitung, Kiel 1991, S. 295–360.
- Glottal stops and glottalization in German. Data and theory of connected speech processes. In: Phonetica. Bd. 51, Nr. 1/3, 1994, S. 38–51, doi:10.1159/000261957.
- Modelling prosody in spontaneous speech. In: Yoshinori Sagisaka, Nick Campbell, Norio Higuchi (Hrsg.): Computing Prosody. Computational models for processing spontaneous speech. Springer, New York NY u. a. 1997, ISBN 0-387-94804-X, S. 187–210.
- Parametric control of prosodic variables by symbolic input in TTS synthesis. In: Jan P. H. van Santen, Richard W. Sproat, Joseph P. Olive, Julia Hirschberg (Hrsg.): Progress in Speech Synthesis. Springer, New York NY u. a. 1997, ISBN 0-387-94701-9, S. 459–475.
- Investigating unscripted speech: implications for phonetics and phonology. In: Randy Diehl (Hrsg.): Emergence and adaptation. Studies in speech communication and language development. Dedicated to Björn Lindblom on his 65th birthday (= Phonetica. Bd. 57, Nr. 2/4). Karger, Basel u. a. 2000, ISBN 3-8055-7147-X, S. 85–94, doi:10.1159/000028464.
- Überlänge im Niederdeutschen? In: Robert Peters, Horst P. Pütz, Ulrich Weber (Hrsg.): Vulpis Adolatio. Festschrift für Hubertus Menke zum 60. Geburtstag (= Germanistische Bibliothek. 11). C. Winter, Heidelberg 2001, ISBN 3-8253-1237-2, S. 385–402.
- Articulatory dynamics of vowels and consonants in speech communication. In: Journal of the International Phonetic Association. Bd. 31, Nr. 1, 2001, ISSN 0025-1003, S. 1–16, JSTOR:44645146.
- Plosive-related glottalization phenomena in read and spontaneous speech. A stød in German? In: Nina Grønnum, Jørgen Rischel (Hrsg.): To Honour Eli Fischer-Jørgensen. Festschrift on the occasion of her 90th birthday February 11th, 2001 (= Travaux du Cercle Linguistique de Copenhague. 31). Reitzel, Kopenhagen 2001, ISBN 87-7876-213-8, S. 174–211.
- als Herausgeber: Progress in Experimental Phonology. From Communicative Function to Phonetic Substance and Vice Versa (= Phonetica. Bd. 62, Nr. 2/4). Karger, Basel u. a. 2005, ISBN 3-8055-8084-3.